# انکار نسل‌کشی ارمنی‌ها

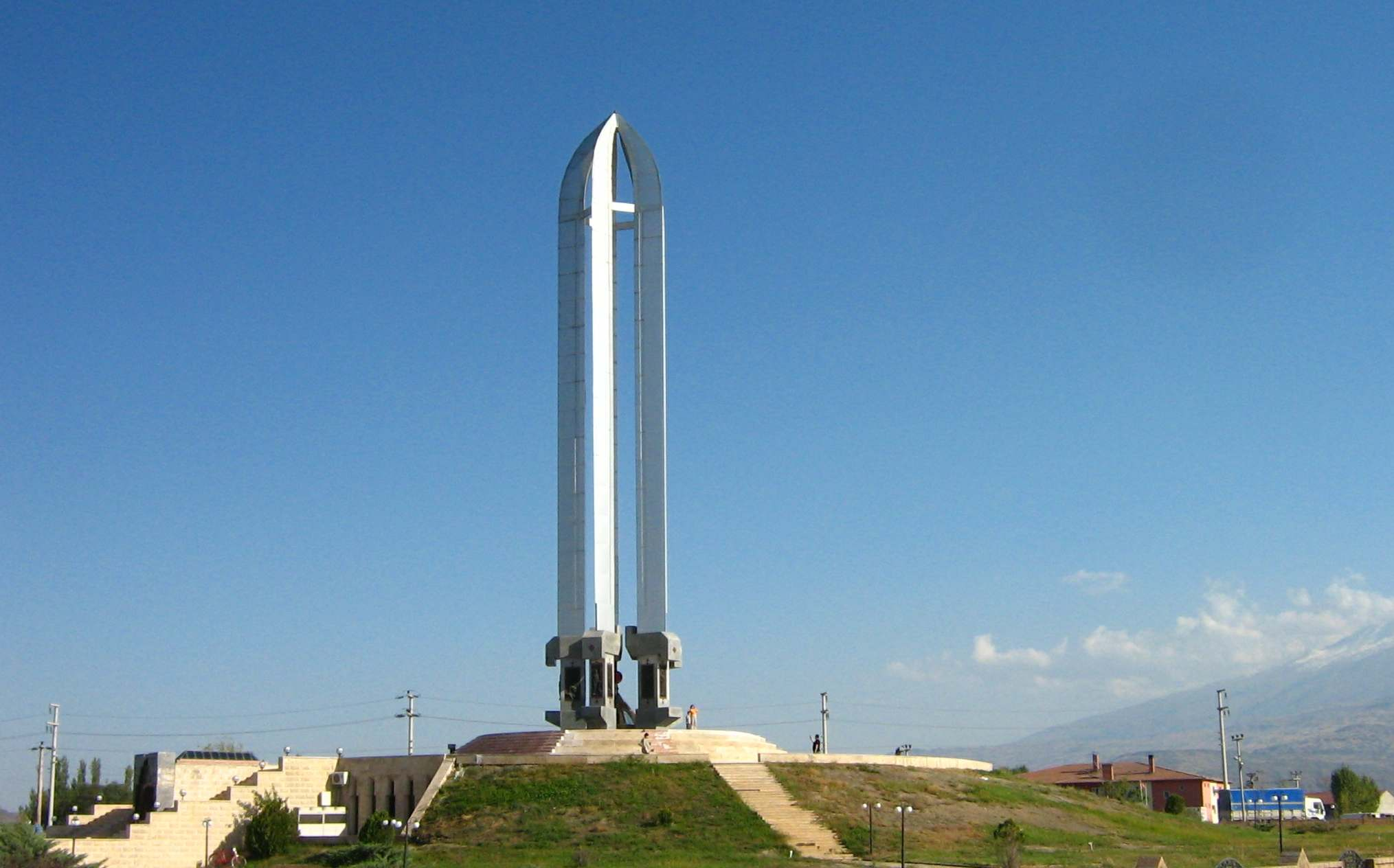
یادبود و موزه نسل‌کشی ایغدیر این دیدگاه را تبلیغ می‌کند که ارمنی‌ها علیه ترکیه‌ای‌ها نسل‌کشی انجام داده‌اند، نه برعکس.

انکار نسل‌کشی ارمنی‌ها ادعایی است مبنی بر این که امپراتوری عثمانی و حزب حاکم بر آن، حزب اتحاد و ترقی، مرتکب نسل‌کشی شهروندان ارمنی خود در دوران جنگ جهانی اول نشده‌اند؛ جنایتی که مدارک بسیاری از آن باقی‌مانده و اکثریت قریب به اتفاق پژوهشگران آن را تأیید کرده‌اند. عاملان این نسل‌کشی در هنگام انجام آن، رخدادش را انکار کردند و ادعا کردند که ارامنه به دلایل نظامی جابه‌جا شده و آن‌ها را نابود نکرده‌اند. در پی این نسل‌کشی، اسناد و مدارک مجرمانه به‌طور سیستماتیکی تخریب شد و انکار آن، سیاست هر دولت جمهوری ترکیه تا تاریخ ۲۰۲۳ است.
حزب اتحاد و ترقی استدلال‌هایی را برای توجیه اقدامات خود به کار گرفته‌است و انکار آن‌ها بر این فرض است که «جابجایی» ارامنه اقدام قانونی دولت در پاسخ به قیام واقعی یا قابل‌تصور ارمنی‌ها بود که وجود امپراتوری را در زمان جنگ تهدید می‌کرد. انکارکنندگان اظهار داشتند این حزب به جای کشتن ارمنی‌ها، آن‌ها را جابه‌جا کرده‌است. آن‌ها ادعا می‌کنند که شمار کشته‌شدگان اغراق‌آمیز است یا علت اصلی این مرگ و میرها عواملی مانند جنگ داخلی ادعاشده، بیماری، شرایط بد آب‌وهوایی، مقامات محلی سرکش یا گروه‌های کرد و یاغی بوده‌است. تاریخ‌نگار رونالد گریگور سانی اظهار داشت که بحث اصلی این است که «هیچ نسل‌کشی در کار نبوده و ارمنیان مقصر آن بوده‌اند.» این انکار معمولاً با «سخنانی در مورد خیانت ارمنی‌ها، تجاوز، جنایت و جاه‌طلبی ارضی آن‌ها» همراه است.
یکی از مهمترین دلایل این انکار این است که این نسل‌کشی امکان ایجاد یک دولت ملی ترکیه‌ای را فراهم کرد و به رسمیت شناختن آن با اسطوره‌های بنیانگذار ترکیه مغایرت دارد. ترکیه از دهه ۱۹۲۰ تلاش کرده‌است تا از به رسمیت شناختن رسمی یا حتی ذکر نسل‌کشی در سایر کشورها جلوگیری کند. این تلاش‌ها شامل صرف میلیون‌ها دلار برای لابی، ایجاد موسسات پژوهشی، ارعاب و تهدید می‌شود. انکار این نسل‌کشی همچنین بر سیاست‌های داخلی ترکیه تأثیر می‌گذارد و در مدارس ترکیه تدریس می‌شود. برخی از شهروندان ترکیه که نسل‌کشی را تأیید می‌کنند به دلیل «توهین به ترکیه‌ای بودن» تحت پیگرد قانونی قرار گرفته‌اند. تلاش یک قرنی دولت ترکیه در انکار نسل‌کشی، این کشور را از سایر موارد نسل‌کشی در تاریخ متمایز می‌کند. جمهوری آذربایجان نیز این نسل‌کشی را انکار و علیه شناسایی آن در سطح بین‌المللی مبارزه می‌کند. بیشتر شهروندان و احزاب سیاسی ترکیه در این کشور از سیاست انکار دولت حمایت می‌کنند. انکار نسل‌کشی به مناقشه قره‌باغ و همچنین خشونت مداوم علیه کردها در ترکیه نیز کمک می‌کند.